# Wasiljewo
Wasiljewo – osiedle typu miejskiego w Rosji, w Tatarstanie. W 2010 roku liczyło 16 953 mieszkańców.